# Rodrigo Vivar Téllez
Rodrigo Vivar Téllez (1906-1991) va ser un polític espanyol d'ideologia falangista.

## Biografia
Nascut a Vélez-Màlaga el 1906, va fer estudis de dret en la Universitat de Granada. Magistrat de carrera, el començament de la Guerra civil el va sorprendre en zona republicana, aconseguint en diverses ocasions evitar ser assassinat per les milícies anarquistes. Després de l'ocupació franquista de Màlaga va passar a servir al nou règim. A Màlaga el seu principal valedor va ser el governador José Luis Arrese, que el va arribar a proposar per a dirigir la delegació provincial d'Informació i Investigació.
Va ser governador civil de la província d'Almeria entre 1940 i 1942. En el context de l'atemptat de Begoña i la crisi de 1942, va passar a ser nomenat governador civil de Biscaia el 6 de setembre de 1942. Es va mantenir en el càrrec fins a 1944.
El setembre del 1944 va ser nomenat subsecretari general de FET i de las JONS, en substitució de Manuel de Mora-Figueroa y Gómez-Imaz. Quan al juliol de 1945 el Ministre-secretari general José Luis Arrese va ser destituït del seu càrrec, Vivari Téllez va quedar oficialment a càrrec de la Secretaria general del partit únic i es va fer amb les regnes de Falange. Considerat un «neofalangista», es va mostrar molt allunyat dels antigues camises velles que havien dominat el partit; va arribar fins i tot a demanar a Franco la dissolució de Falange Española Tradicionalista y de las JONS. Es va mantenir en aquest càrrec fins a 1951.
També va ser procurador a les Corts franquistes i membre del Falange Española Tradicionalista y de las JONS.
Va morir a Madrid el 1991.